# ВСК Буковина
 ВСК Буковина — український волейбольний клуб із м. Чернівців.

## Історія

### Колишні назви
- «Будівельник-Динамо-Буковина»  — 2003–2006
- «Будівельник»  — 2006–2012
- «ВСК Буковина»  — 2023–

2001 року чернівецьке «Динамо» виграло аматорський чемпіонат України. Пізніше керівництво УМВС України в Чернівецькій області й директор ВАТ «Чернівецький цегельний завод № 3» Василь Ватаманюк домовилися про підтримку команди. 
У 2003 р. на базі цегельного підприємства заснували волейбольний клуб «Будівельник-Динамо-Буковина» на чолі з Василем Ватаманюком.
Протягом певного часу, зокрема, у 2006 році, команда мала назву «Будівельник». 
Сезон 2005/2006 під керівництвом Михайла Туркули виборола бронзові медалі вищої ліги України. 
Сезоні 2008/2009 вдало дебютував у чоловічій Суперлізі волейбольний клуб «Будівельник», який із першої спроби не лише зійшов на п’єдестал пошани, а й боровся до останнього за золоті нагороди. «Будівельник» зійшовся у фіналі із семиразовим чемпіоном України і постійним учасником єврокубкових баталій «Локомотивом» (Харків).
Після смерти Василя Ватаманюка клуб опинився на межі зникнення. За підтримки обласної влади та окремих любителів волейболу буковинці дограли сезон 2010/2011, посівши 5-те місце, і зіграли сезон 2011/2012 у Суперлізі, який завершили на останньому місці. Більшу частину цього сезону гравці і тренери відпрацювали без зарплати — команда припинила своє існування.
2023 року команда за підтримки Сергія Усенка відновила своє існування. У сезоні 2023/2024 виступає у Суперлізі України.

## Досягнення
Чемпіонат України
- Срібний призер Вищої Ліги України: 2006/2007.
- Бронзовий призер Вищої Ліги України: 2005/2006.
- Срібний призер Суперліги України: 2008/2009.[4]

## Склади
Сезон 2008/2009
Сергій Пришляк, Дмитро Мельник, Костянтин Жилінський, Ігор Антонюк, Андрій Савін, Роман Приходько, Євген Жоров, Віталій Сухінін, Євген Бойко, Сергій Середа, Ігор Вітюк, Ігор Меркушев.

### Поточний склад
Керівництво
Гравці
Сезон 2023/2024
| №  | Ім'я, прізвище     | Позиція                  | Країна | Дата народження | Зріст  |
| -- | ------------------ | ------------------------ | ------ | --------------- | ------ |
| 1  | Вадим Патратій     | Ліберо                   |        | 08.10.1995      | 184 см |
| 3  | Сергій Рябов (К)   | Зв'язуючий               |        | 03.06.1999      | 190 см |
| 4  | Денис Самсонов     | Зв'язуючий               |        | 24.05.2005      | 198 см |
| 5  | Тарас Олексюк      | Діагональний             |        | 21.03.1999      | 203 см |
| 7  | Андрій Челеняк     | Центральний блокувальник |        | 02.01.2005      | 200 см |
| 8  | Максим Свиридов    | Зв'язуючий               |        | 13.02.2007      | 192 см |
| 10 | Максим Тонконог    | Центральний блокувальник |        | 22.10.2007      | 209 см |
| 12 | Ігор Щавінський    | Центральний блокувальник |        | 01.08.2006      | 202 см |
| 13 | Георгій Клепко     | Центральний блокувальник |        | 12.02.1997      | 200 см |
| 15 | Руслан Черватюк    | Центральний блокувальник |        | 23.05.2005      | 206 см |
| 16 | Артем Трояновський | Центральний блокувальник |        | 24.07.2001      | 196 см |
| 17 | Микола Джуль       | Ліберо                   |        | 04.03.2005      | 185 см |
| 19 | Артем Войтюк       | Центральний блокувальник |        | 30.01.2008      | 212 см |

## Люди

### Тренери
- Михайло Туркула[6] (2006-2007)[7]
- Юрій Мельничук[8][9] (2007—2009)[10]
- Юрій Філіппов[11] (2009)[12].
- Сергій Побережченко[13] (2009—2010)
- Віталій Осипов (з липня 2010-2012)[14]
- Володимир Орлов[15](2023-)

### Колишні гравці
- Ігор Антонюк
- Геннадій Наложний
- Андрій Савін
- Валерій Пясковський
- Костянтин Рябуха
- Сергій Кисіль
- Ігор Вітюк
- Костянтин Жилінський
- Сергій Середа
- Володимир Сидоренко